# پیریک ایار
پیریک ایار (فرانسوی: Pierrick Hiard‎؛ زادهٔ ۲۷ آوریل ۱۹۵۵) بازیکن سابق و مربی فوتبال اهل فرانسه است.
از باشگاه‌هایی که در آن بازی کرده‌است می‌توان به باشگاه فوتبال رن و باشگاه فوتبال باستیا اشاره کرد.
وی همچنین در تیم ملی فوتبال فرانسه بازی کرده‌است.